# Brock Adams
Pour les articles homonymes, voir Adams.
Brockman « Brock » Adams, né le 13 janvier 1927 à Atlanta (Géorgie) et mort le 10 septembre 2004, est un homme politique américain. Membre du Parti démocrate, il est représentant au Congrès américain du 7e district de l'État de Washington entre 1965 et 1977, secrétaire aux Transports des États-Unis entre 1977 et 1979 dans l'administration du président Jimmy Carter puis sénateur de l'État de Washington entre 1987 et 1993.

## Biographie

### Vie et éducation précoces
Adams est né à Atlanta, en Géorgie, et a fréquenté les écoles publiques de Portland, Oregon et Seattle, obtenant son diplôme en 1944 à la Broadway High School de Seattle. Il a étudié à l'université de Washington à Seattle où, en 1948, il a été élu président du gouvernement étudiant (ASUW) et a été le premier étudiant à occuper ce poste et à recevoir la médaille d'excellence du président en tant que meilleur universitaire de l'université.
En 1949, Mary Maxwell est secrétaire du président de l'ASUW, Adams. Plus tard cette année-là, Adams présente Maxwell à son ami et futur mari, William Henry Gates II. Il obtient son diplôme en 1949 et est admis à la faculté de droit de Harvard, où il obtient son diplôme de droit en 1952.
Adams était également membre de la société Phi Beta Kappa.

### Carrière navale et juridique
Adams a servi dans la marine américaine de 1944 à 1946 et a été admis au barreau de l'État de Washington en 1952, ouvrant un cabinet privé à Seattle. Il était membre de l'American Bar Association.
Adams a enseigné le droit à l'American Institute of Banking de 1954 à 1960 et a été procureur des États-Unis pour le district occidental de Washington de 1961 à 1964.

### La mort
À la retraite, Adams vit à Stevensville, dans le Maryland. Il meurt des suites de complications liées à la maladie de Parkinson.